# The Paul Butterfield Blues Band (альбом)
The Paul Butterfield Blues Band — дебютний студійний альбом американського блюзового гурту Пола Баттерфілда The Paul Butterfield Blues Band, випущений лейблом Elektra Records у жовтні 1965 року. Записаний у вересні 1965 року. У 1966 році альбом посів 123-є місце у хіт-параді Billboard Pop Albums.
У 1997 році альбом був включений до Зали слави блюзу в категорії «Класичний блюзовий запис — альбом». У 2003 році посів 476-е місце у списку 500 найкращих альбомів усіх часів за версією журналу «Rolling Stone» (у 2012 році — посів 468-е місце).

## Історія
В 1963 році Пол Баттерфілд вступив до Чиказького університету, де створив гурт The Paul Butterfield Blues Band, до якої увійшли бас-гітарист Джером Арнольд (брат Біллі Бой Арнольда) і барабанщик Сем Лей (обидва були учасниками гурту Гауліна Вульфа), гітарист Смокі Смотерс (трохи пізніше його замінив гітарист Елвін Бішоп), другий гітарист Майк Блумфілд і клавішник Марк Нафталін.
The Paul Butterfield Blues Band дуже швидко стали одним з найпопулярніших гуртів в Чикаго і, після підписання в 1964 році контракту з лейблом Elektra Records, приступили до запису дебютного альбому. У 1964 році Etektra випустила блюзову збірку What's Shakin', до якої увійшли композиції The Paul Butterfield Blues Band. Багато в чому завдяки цим композиціям платівка альбом мав величезний успіх.
Запис відбувся у вересні 1965 року. Під час запису альбому відбулася зміна барабанщиків: замість Лея в складі з'явився Біллі Дейвенпорт. Платівка вийшла в жовтні 1965 року. Того ж року гурт виступив на фолк-фестивалі в Ньюпорті, де після своєї програми акомпанувала Бобу Ділану. У 1966 році альбом посів 123-є місце у хіт-параді Billboard Pop Albums.
У 1997 році альбом був включений до Зали слави блюзу в категорії «Класичний блюзовий запис — альбом». У 2003 році посів 476-е місце у списку 500 найкращих альбомів усіх часів за версією журналу «Rolling Stone» (у 2012 році — посів 468-е місце).

## Список композицій
1. «Born in Chicago» (Нік Грейвнайтс) — 2:55
2. «Shake Your Money-Maker» (Елмор Джеймс, аранж. Пол Баттерфілд) — 2:27
3. «Blues with a Feeling» (Волтер Джейкобс) — 4:20
4. «Thank You Mr. Poobah» [інструментальна] (Пол Баттерфілд, Майк Блумфілд, Марк Нафталін) — 4:05
5. «I Got My Mojo Working» (Мак-Кінлі Морганфілд) — 3:30
6. «Mellow Down Easy» (Віллі Діксон) — 3:40
7. «Screamin'» [інструментальна] (Майк Блумфілд) — 4:30
8. «Our Love Is Drifting» (Елвін Бішоп, Пол Баттерфілд) — 3:25
9. «Mystery Train» (Джуніор Паркер, Сем Філліпс) — 2:45
10. «Last Night» (Волтер Джейкобс) — 4:15
11. «Look Over Yonders Wall» (Джеймс Кларк) — 2:23

## Учасники запису
- Пол Баттерфілд — вокал (усі крім 5), губна гармоніка
- Майк Блумфілд — слайд-гітара
- Елвін Бішоп — ритм-гітара
- Джером Арнольд — бас
- Марк Нафталін — орган (3, 4, 7–10)
- Сем Лей — ударні, вокал (5)

Технічний персонал
- Пол Ротшильд — продюсер
- Марк Абрамсон — асистент продюсера
- Джек Гольцман — керівник
- Вільям Гарві — дизайн/фотографія обкладинки
- Леонард Гейклен — фотографія обкладинки
- Піт Велдінг — текст до обкладинки

## Хіт-паради
| Рік  | Чарт                 | Позиція |
| ---- | -------------------- | ------- |
| 1966 | Billboard Pop Albums | 123     |